# Otterton Ledge
Otterton Ledge (auch Otterton Point) ist eine Landspitze an der Mündung des Otter in den Ärmelkanal, östlich von Budleigh Salterton in der Grafschaft Devon an der Südküste Englands.

## Lage
Die Landzunge Otterton Ledge befindet sich rund achtzehn Kilometer südöstlich der Stadt Exeter und sieben Kilometer östlich von Exmouth, unmittelbar östlich der Mündung des Otter in den Ärmelkanal. Westlich der Mündung erstreckt sich der Geröllstrand von Budleigh Salterton. Das Mündungsgebiet des Otter, eine mit Röhricht bestandene Sumpflandschaft, wurde zum Naturschutzgebiet (Site of Special Scientific Interest) erklärt.

## Geologie
Otterton Ledge ist Teil der Jurassic Coast, die sich von Orcombe Point bis zu Old Harry Rocks bei Studland Bay erstreckt. Dieser 155 Kilometer lange Küstenstreifen wurde als erste Landschaft in England von der UNESCO zum Weltnaturerbe erklärt.
Die Gesteinsschichten der Jurassic Coast sind leicht nach Osten verkippt. Die geologisch ältesten Gesteine befinden sich daher im westlichsten Abschnitt dieses Küstengeotops. Nach Osten hin nimmt das mittlere Alter der Gesteine sukzessive ab. Die natürlichen Aufschlüsse entlang der Küste bilden eine weitgehend kontinuierliche Abfolge, die von Ablagerungen der Trias, über die des Jura bis hin zu jenen der Kreidezeit reicht und einen erdgeschichtlichen Zeitraum von insgesamt etwa 185 Millionen Jahren repräsentiert. Der Ablagerungsraum, der die Sedimentserien der Jurassic Coast seinerzeit aufnahm, ist das sogenannte Wessex Becken.
Da Otterton Ledge relativ nahe am westlichen Ende der Jurassic Coast liegt, stehen hier die älteren Gesteine in der Abfolge dieses Weltnaturerbes an. Es handelt sich hierbei um rote Sandsteine, die zur Otter Sandstone Formation gehören, die wiederum zur Sherwood Sandstone Group gehört. Die Sandsteine wurden in der Mittel-Trias (Anisium) in einer Flussebene unter trockenen klimatischen Bedingungen abgelagert. Das entsprechende triaszeitliche Flusssystem wird in der geologischen Literatur als Budleighensis-Flusssystem bezeichnet. Die im Otter-Sandstein enthaltenen Sandkörner wurden von den Budleighensis-Flüssen z. T. bis aus einer Entfernung von 400 km aus der Gegend des heutigen Zentralmassivs in das Wessex-Becken transportiert und letztlich hier abgelagert.
In den relativ erosionsresistenten Sandsteinen von Otterton Ledge hat sich, ähnlich wie in den geologisch älteren Sandsteinen am Straight Point eine Brandungsplattform ausgebildet, die der Landspitze südlich vorgelagert ist.
Das Kliff bei Otterton Ledge ist Teil des Typus-Profils des Otter-Sandsteins.
Der Strand von Otterton Ledge und westlich der Otter-Mündung besteht überwiegend aus Quarzit-Geröllen, die den Konglomeraten der Budleigh Salterton Pebble Bed Formation entstammen, die im Kliff westlich von Budleigh Salterton anstehen, nicht aber bei Otterton Ledge. Diese Konglomerate, die frühtriassischen Alters sind, wurden ebenfalls von den Budleighensis-Flüssen abgelagert. Allerdings war das Gefälle um einiges stärker und die Flüsse hatten eine deutlich höhere Fließgeschwindigkeit als zur Ablagerungszeit des Otter-Sandsteins.

## Paläontologie
Fossilfunde im Otter-Sandstein zeigen, dass die Ufer der Budleighensis-Flüsse von Pflanzen bestanden waren und dass dort auch zahlreiche Wirbeltiere, überwiegend Reptilien, lebten. So finden sich in den Felsen von Otterton Ledge Schichten mit fossilen Pflanzenwurzeln, sogenannte Rhizokonkretionen. Es handelt sich dabei nicht um Versteinerungen von Wurzeln, sondern um Kalkkrusten, die sich im Boden zu Lebzeiten der Pflanzen um deren Wurzeln gebildet haben. Die Kalkkrusten, die nur bei einer hohen Verdunstungsrate entstehen, bezeugen das warme, trockene Klima, in dem diese Pflanzen wuchsen.
Der berühmte britische Evolutionsbiologe Thomas Henry Huxley beschrieb im Jahre 1869 aus dem Sandstein bei Otterton Ledge den Oberkiefer eines Rhynchosauriers, der heute in die Gattung Fodonyx gestellt wird.

## Mündungsgebiet des Otter

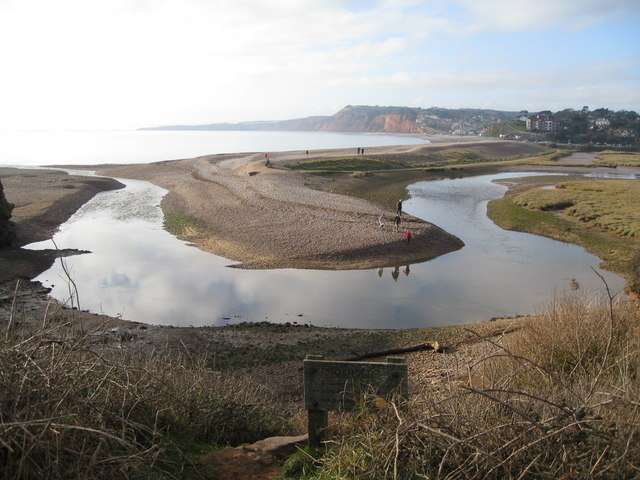
Geröllbarriere an der Mündung des Otter, die der Fluss in einer scharfen Ostbiegung umkurvt.

Das Mündungsgebiet des Otter-Flusses, einschließlich der fruchtbaren Niederung entlang des Unterlaufs, bildet ein Mosaik aus Salzwiesen, Röhricht, sumpfigen Wiesen und Sumpflandschaft. Hier leben verschiedenste Zugvögel, Wildhühner und Watvögel sowie Schmetterlinge und Libellen. Neben einer Vielzahl von Fischen kommt auch die Meeräsche, obwohl sie ein Salzwasserfisch ist, in kleinen Schwärmen vor.
Ursächlich für die Entstehung der Sumpflandschaft im Mündungsbereich des Otter sind die aus dem Kliff herausgewitterten Gerölle, die den Strand vor Budleigh Salterton bilden. Vor einigen Jahrhunderten war die Mündung des Otter ein breites, schiffbares Ästuar. Die etwa fünf Kilometer von der heutigen Mündung stromaufwärts liegende Ortschaft Otterton war zu dieser Zeit ein Seehafen. Durch starke Stürme und damit verbundenem starkem Wellengang und Strömung wurden jedoch im Laufe der Zeit immer mehr der Strand-Gerölle aus dem Bereich der Aufschlüsse der Budleigh-Salterton-Konglomerate nach Osten vor den Ausgang des Ästuars verlagert und riegelten ihn zunehmend gegen die offene See ab. Daher beschreibt der Fluss heute eine scharfe Biegung nach Osten, bevor er schließlich den Ärmelkanal erreicht. Durch die Geröllbarriere verlandete das Ästuar zusehends und es bildete sich allmählich der heutige Zustand heraus.
Das Mündungsgebiet ist für die Öffentlichkeit nicht zugänglich, jedoch führen Fußwege sowohl auf der West- als auch auf der Ostseite daran entlang und es gibt dort auch Aussichtsplattformen.